# Тибетцы
Тибе́тцы — народ, населяющий Тибет и говорящий на тибетском языке сино-тибетской языковой семьи. Численность — 5,4 млн человек. По вероисповеданию — преимущественно буддисты. Предки тибетцев с незапамятных времён обитали в бассейне среднего течения реки Цангпо.
Имеют письменность со своим алфавитом на основе индийского письма брахми с VII века.

## Территория проживания и численность

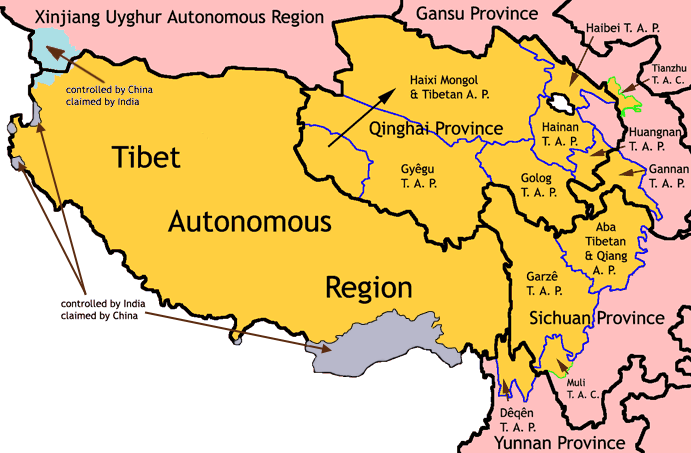
Территории с тибетским автономным статусом в Китае — основные места расселения тибетцев в Китае

Этническая территория тибетцев в настоящее время не имеет независимого статуса. Территориально она почти полностью относится к Китаю, где охватывает весь Тибетский автономный район, частично — провинции Сычуань (Аба-тибетский и Ганьцзы-тибетский автономные округа, Мули-тибетский автономный уезд), Ганьсу (Ганнань-тибетский автономный округ и Тяньчжу-тибетский автономный уезд), Цинхай (Хайбэй-тибетский, Хуаннань-тибетский, Хайнань-тибетский, Голог-Тибетский, Юйшу-Тибетский и Хайси-монголо-тибетский автономные округа) — на всех указанных территориях тибетцы проживают компактно и до настоящего времени составляют подавляющее большинство населения. Тибетцы населяют также северо-запад провинции Юньнань (в частности, Дечен-Тибетский автономный округ). В целом, о численности тибетцев в Китае судить сложно, но известно, что по данным переписи 1959 года численность тибетцев в Китае составляла 6 330 567 человек.
Вне Китая тибетцы проживают также на севере Индии в союзной территории Ладакх и штате Аруначал-Прадеш; в Непале, Бутане, индийских штатах Сикким и Западная Бенгалия проживают группы населения, тесно связанные с тибетцами этнически и культурно. В результате событий 1950-х гг., связанных с присоединением Тибета к КНР, сформировалось организованное сообщество тибетцев за рубежом.

### Тибетцы за рубежом
Тибетская диаспора в странах Южной Азии начала формироваться после силового присоединения Тибета к КНР в 1950 г. и бегства значительной части политической и культурной элиты за пределы горной страны в ходе восстания 1959 г. После этого наблюдался ещё ряд волн исхода тибетцев. Значительное число беженцев оказалось в Индии, правительство которой приняло деятельное участие в их судьбе. Тибетским беженцам были предоставлены места для расселения на северо-западе, северо-востоке и юге страны; они обеспечивались гуманитарной помощью. Индийские власти не препятствовали компактному расселению тибетцев, созданию ими собственных органов самоуправления.
В настоящее время компактные поселения тибетцев существуют в штатах Химачал-Прадеш, Уттарханд, Уттар-Прадеш, Западная Бенгалия, Аруначал-Прадеш, Карнатака, Одиша, столице Дели. Зарегистрированная численность эмигрантской общины в 2010 г. составляла примерно 128 тыс. чел., из них 95 тыс. в Индии. Точное число тибетцев за рубежом установить невозможно из-за оживленного трансграничного перемещения людей между Китаем, Непалом и Индией. Тибетцы активно эмигрируют в страны Западной Европы и Северной Америки, в небольшом числе и в Россию, в буддийских регионах которой (Бурятия, Калмыкия, Тува) тибетские общины занимают определённую роль в религиозной и общественной жизни.

## Субэтносы, язык и религия

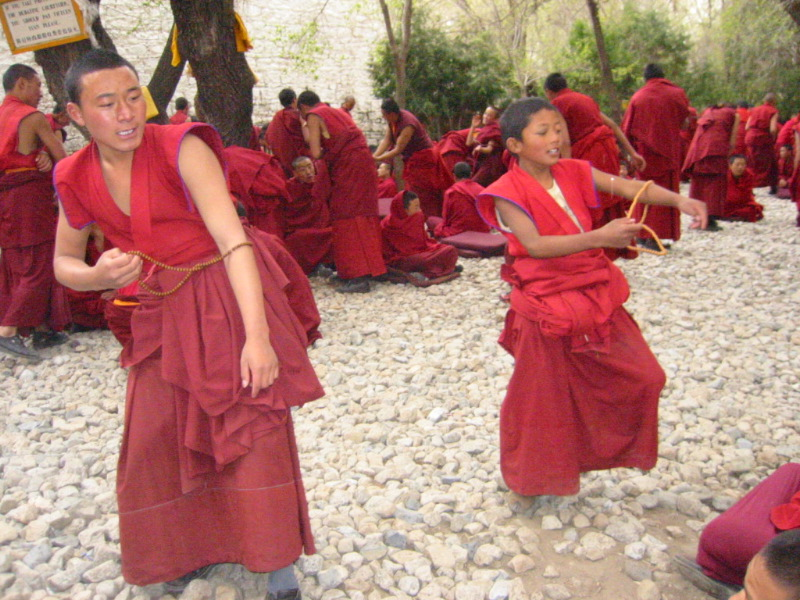
Юные тибетские монахи в 2004 году

В составе тибетцев выделяют этнолокальные группы амдова (провинции Цинхай и Ганьсу), кхампа и сифань (провинции Сычуань, Юньнань и соседние районы Тибетского автономного района), голоки (Голог-Тибетский автономный округ провинции Цинхай) и др.
Тибетцы говорят на многочисленных диалектах тибетского языка, принадлежащего к центральной группе сино-тибетской языковой семьи. Слово «як» происходит из тибетского языка (གཡག་ — g.yag), где используется для обозначения самцов этих животных (самка яка по-тибетски называется dri или nak).
Тибетский язык имеет древнюю письменность (по крайней мере, с VII в.) с использованием особой тибетской азбуки — на основе брахми, представляющей собой слоговое письмо, с направлением письма слева направо (аналогично современному европейскому).
По вероисповеданию большинство тибетцев являются буддистами.

## Этническая история
Предки тибетцев издавна населяли среднее течение бассейна реки Цангпо (Брахмапутра). Именно здесь археологи обнаружили остатки древних цивилизаций времён палеолита, неолита и железного века.
В VI в. предводитель племени, населявшего район Шаньнань, стал цанпо, то есть главой объединённых тибетских племён. В VII веке тибетский царь Сонцэн Гампо установил господство над всем Тибетом. Уже тогда тибетцы имели значительные связи с соседними китайцами — в частности, был заключён династический брак Сонцэна Гампо с принцессой Танского императорского двора Вэньчэн.
Правители монгольской империи Юань, в которую монголы включили Китай, в XIII в. приняли тибетский буддизм и установили связь с тибетскими первоиерархами школы Сакья по принципу «наставник — покровитель», установив над Тибетом контроль.
Для этноконсолидации тибетцев большое значение имело введение института Далай-ламы. Это привело к установлению Тибетского теократического государства (уже 5-й Далай-лама объединил под своим началом все тибетские земли), власть в которой, помимо религиозного владыки, осуществляло местное правительство Кашаг.
Независимый статус Тибетского государства сохранялся вплоть до 1949 года, когда в Тибет вторглись китайцы под предлогом освобождения тибетцев от теократической власти. К 1959 году весь Тибет окончательно вошёл в состав КНР. Многие сторонники тибетской независимости, в том числе и 14-й Далай-Лама, бежали за границу, и уже в эмиграции продолжили (и продолжают) активную деятельность по защите национально-государственных прав тибетцев.
Сейчас действует тибетское правительство в изгнании, которое имеет преемственность от правительства независимого Тибета и является членом Организации непредставленных наций и народов.

## Хозяйство и общество

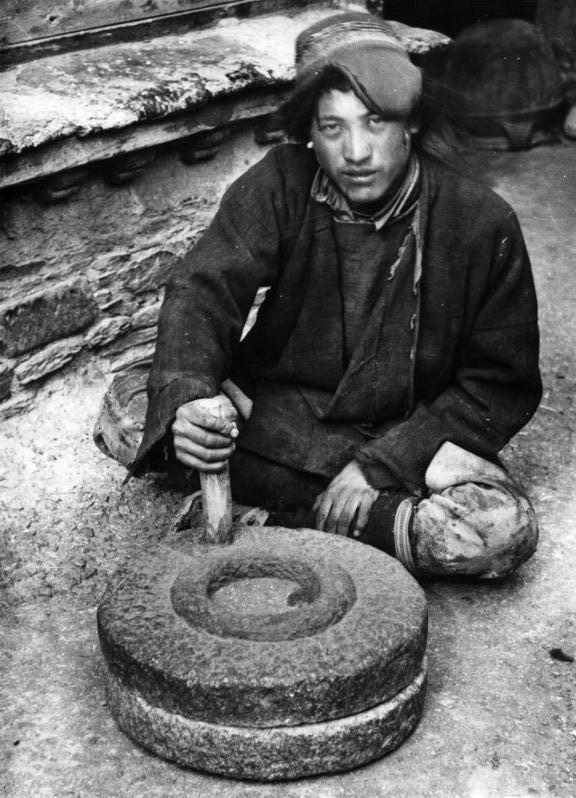
Земледелец в традиционной шляпе с жёрновом для перетирания зерна, фото 1938 года

По разновидностям занятий среди тибетцев выделяют несколько (три) хозяйственно-культурных типов:
- горные оседлые земледельцы — половина всех тибетцев; основными хозяйственными культурами являются ячмень, пшеница, иногда рис; в условиях нехватки воды используется искусственное орошение;
- полуоседлые земледельцы-скотоводы, переходный тип, объединяющий два вида хозяйственной деятельности;
- кочевники-скотоводы, разводящие яков, лошадей, овец, коз (для ношения клади).

Среди ремёсел у тибетцев развитие получили гончарное дело, ткачество, литьё из бронзы и меди, резьба на камнях и на дереве и др.
В современном Китае тибетцы активно задействованы в промышленности, в том числе и в мелкой частной.
К середине XX в. тибетское общество оставалось практически закрытым и обособленным от остального мира — строй был полуфеодальным, хранилось много архаичных черт, выдающуюся роль в социуме играла теократическая верхушка; расслоение у скотоводов было выражено слабо.
Тибетская семья традиционно мала, брак преимущественно патрилокальный. У тибетцев известны случаи полиандрии и полигинии.

## Материальная и духовная культура

### Материальная культура

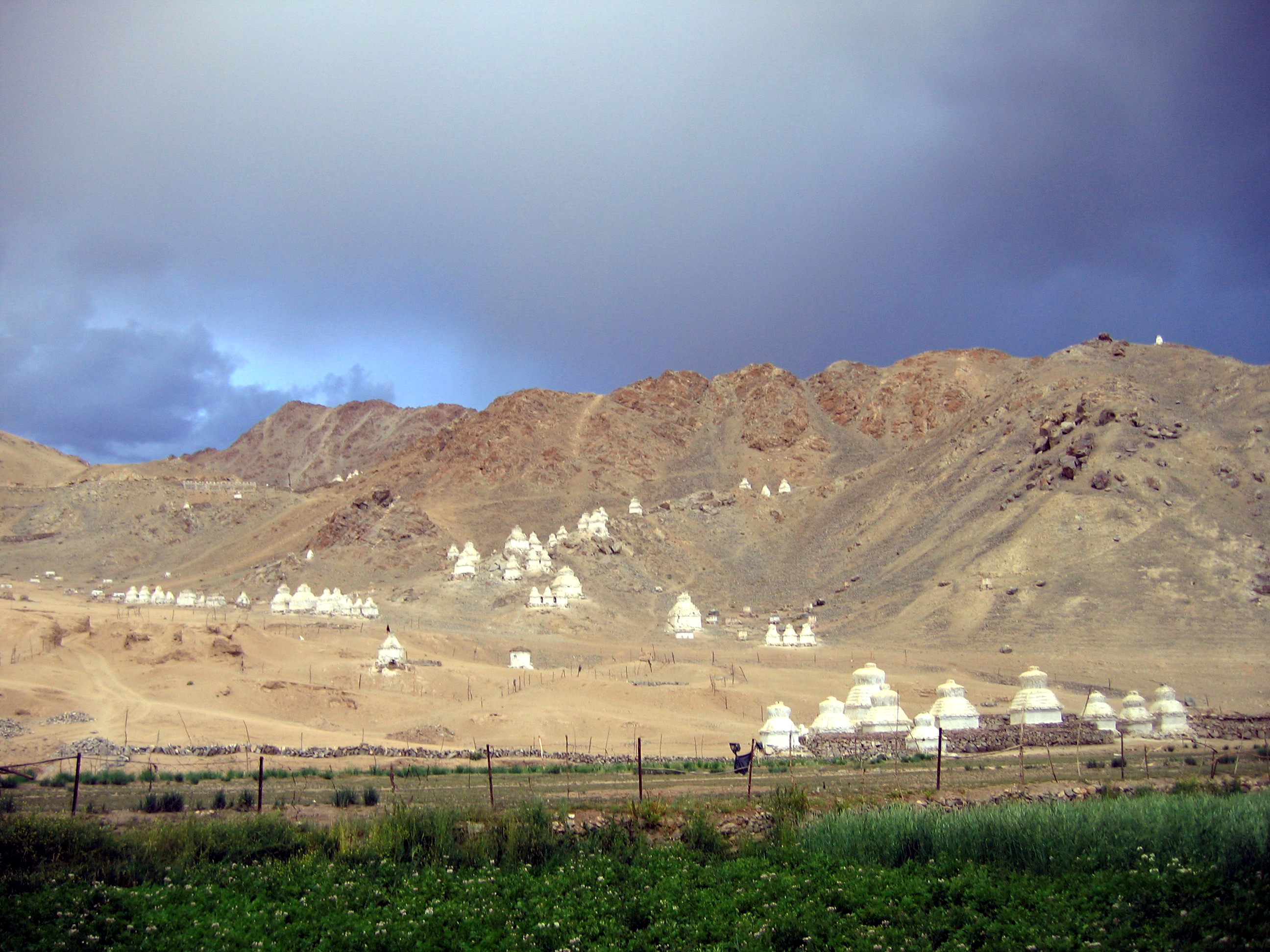
Традиционный пейзаж со ступами

У тибетцев распространены как сельские поселения, так и городские (обычно города уличной планировки группировались вокруг храмовых комплексов). Тибетцы имеют давние архитектурные традиции как светского (в том числе и дворцового), так и культового строительства, наибольшее влияние на которое оказали буддизм, индийская и китайская архитектуры.
Традиционной в культовом строительстве была ступа (чойтэн) и её вариации, заметные в дворцовом строительстве. Храмы тибетцев обычно возвышенные. В традиционном декоре тибетских зданий выделяются буддистские и китайские мотивы, орнаменты (буддистский круг, драконы и т. д.).

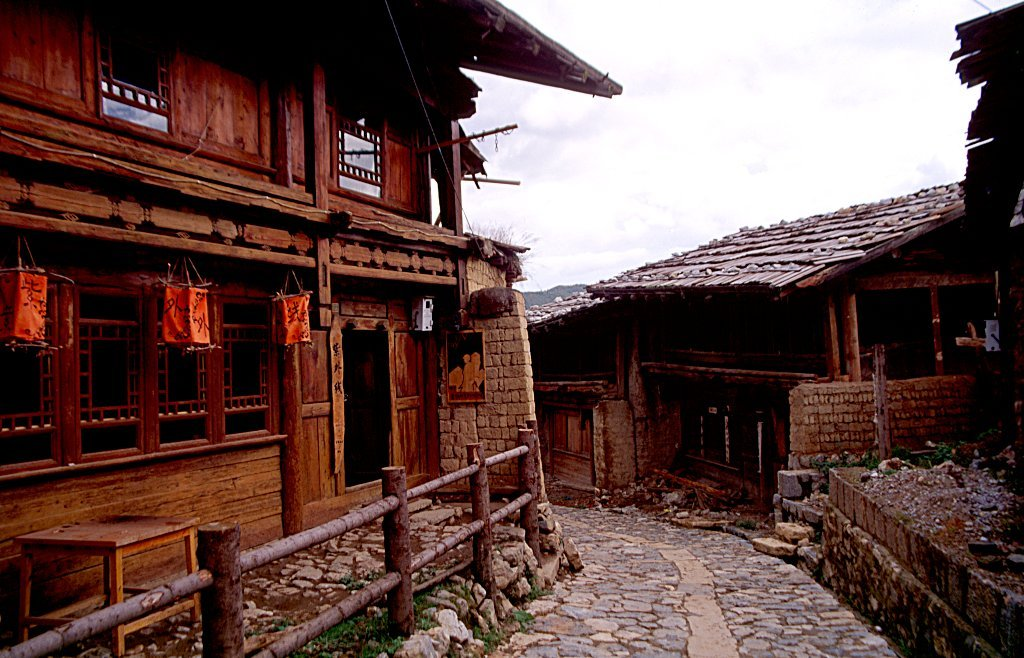
Традиционные улица и дома в г. Шангри-Ла, пр. Юньнань

Чёткое представление о городской архитектуре тибетцев даёт внешний вид их столицы города Лхасы, и, в частности, один из самых ярких её архитектурных комплексов — дворцовый комплекс Потала — бывшая резиденция Далай-лам, которая имеет большие размеры: 117 м в высоту и 360 м в ширину; состоит из внешнего Белого дворца (административные корпуса) и внутреннего Красного дворца (культовая и жилая часть) с более 10 000 храмов и ступ, а также содержит огромную коллекцию буддистских скульптур и икон и крупную библиотеку.
Во время весеннего Праздника фонарей вся столица тибетцев, город Лхаса, украшается фонарями, а на улицах выставляются лепные картины из подкрашенного сливочного масла.
Традиционные жилища оседлых тибетцев — довольно большие каменные или деревянные здания с использованием камня, где нижний этаж отдан под мастерскую, торговую лавку (в городах) или предназначен для скота (на селе), а верхний является жилым.
Полукочевые тибетцы (в высокогорье) живут в поселениях уличной планировки, состоящие из зданий небольшого размера, преимущественно одноэтажных.
Жилищами тибетских кочевников-скотоводов являются шерстяные палатки.

Костюм скотовода. Через плечо перекинута переносная ступа для молений, Музей естествознания, Чикаго, США

Традиционная мужская и женская одежда тибетцев — чуба — длинный халат с высоким воротом и длинными рукавами, летом — из ткани, зимой — из овечьей шкуры. Обувь — кожаные сапоги с заострённым носом. У тибетцев есть разнообразные головные уборы, среди которых превалируют бараньи и подбитые мехом шапки. Традиционной повседневной причёской женщин (а нередко и мужчин) являются косы.
Основу устоявшегося рациона тибетцев составляет цампа — поджаренная ячменная мука, смешанная с чаем, маслом и солью; у скотоводов преобладала мясо-молочная диета. Популярны изделия из муки — лапша и разновидность пельменей (момо, момо-ча).
Праздничным угощением у тибетцев служит выдержанная простокваша — шо; второй национальный алкогольный напиток — ячменное пиво (чанг).

### Тибетская медицина
Мировое признание получила тибетская медицина, являющаяся одной из древнейших существующих организованных медицинских систем. В VIII в. врач-учёный Юток Йонтен Гонпо на основе медицинских традиций Тибета, Индии, Персии и Китая составил обобщённый медицинский труд «Четыре Тантры», дополнения и популяризацию которой осуществили его последователи.
Традиционная медицина тибетцев является преимущественно фитотерапевтической — применяются более 2 тыс. видов растений; также используются другие природные средства — около 40 видов животных и около 50 минералов.

### Фольклор, народные традиции и праздники

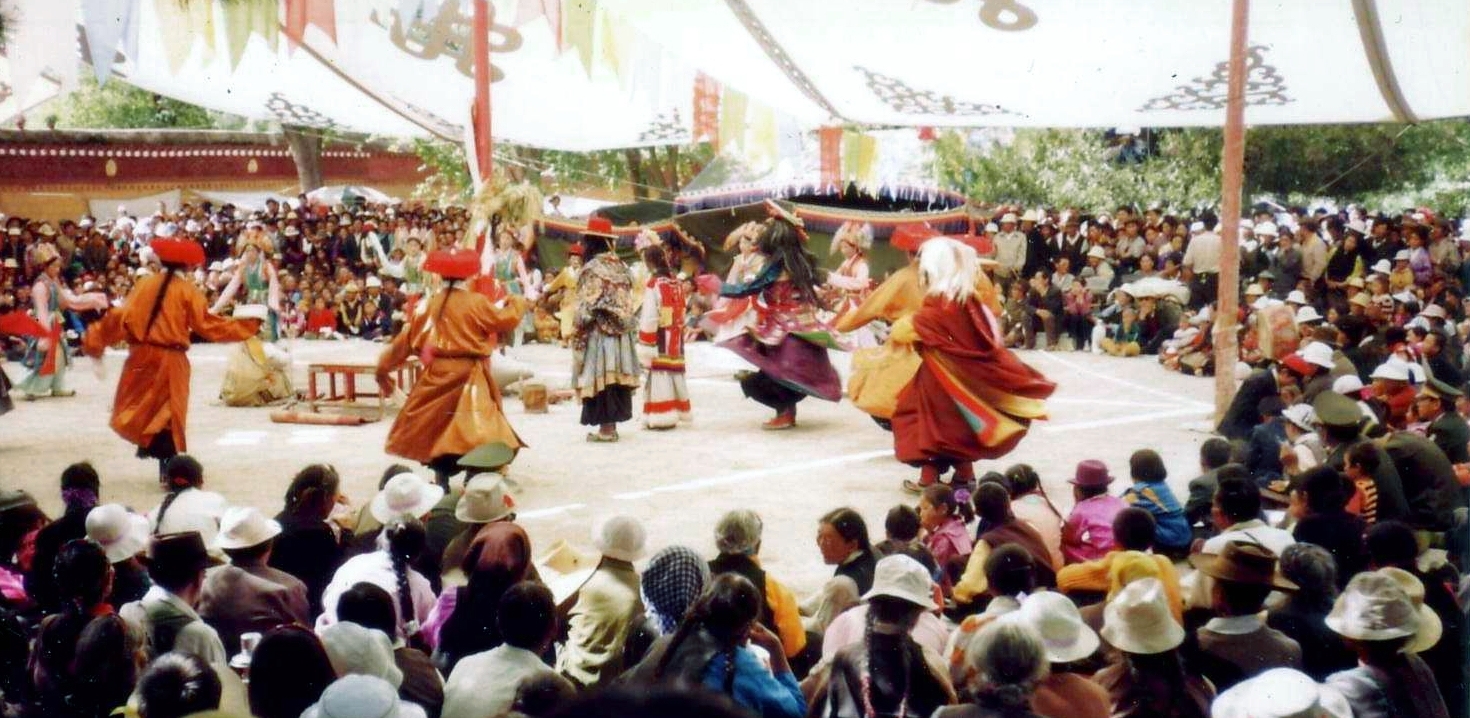
Танцы во время фестиваля Шодун, парк Норбулингка, Лхаса, 1993 год

Устное народное творчество тибетцев представлено мифами, эпосом (всемирно известная Гэсэриада на тибетский лад), легендами, сказками (сказочные рамочные повести, волшебные легенды, предания, байки, бытовые истории, в том числе о шутнике дядюшке Денби), пословицами и поговорками, танцами, сопровождаемыми песнями под аккомпанемент музыкальных инструментов — смычковых, свирелей, колокольчиков и бубнов, театрализованными представлениями (тибетская народная опера «Аче Лгамо»).

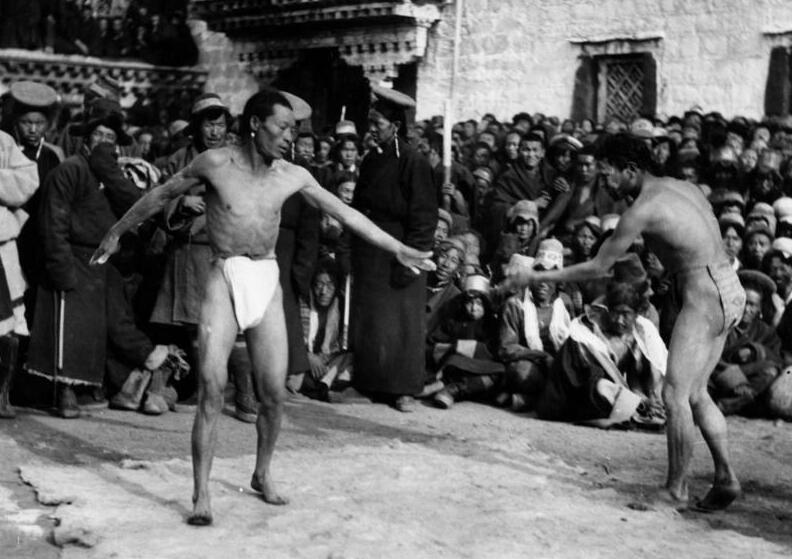
Тибетские борцы, 1938 год

У тибетцев имеется множество примечательных традиций, обычаев и обрядов. Летосчисление ведётся по собственному лунному календарю. По нему же определяются точные даты проведения многочисленных традиционных тибетских праздников, наибольшее значение среди которых имеют праздник Нового года (Лосар, Ло Гсар), Праздник фонарей, Праздник простокваши (Шодун, Шотон), праздники купания, праздники урожая и т. п.
Праздник Нового года — Лосар / Ло Гсар — сопровождается религиозными танцами лам, театральными постановками и народными гуляниями.
Праздник простокваши — Шодун / Шотон, посвящённый Будде, представляет собой городской праздник в центральном парке Лхасы — Норбулинка с традиционными народные гуляниями, представлениями на открытом пространстве, угощениями и ночными огнями.
Во время различных праздников тибетцы устраивают соревнования по национальным видам спорта — лошадиные гонки и гонки на яках, стрельба из лука, традиционная борьба кулаками и др.
Каждый тибетец участвует в Празднике купания (принимает купель) трижды: при рождении, во время свадьбы и после смерти. Традиционно считалось, что людям не стоит полностью мыться, лишь по случаю важных событий.